# Teresa Freixes Sanjuán
Teresa Freixes Sanjuán (Lleida, 12 de juny de 1950) és una jurista catalana especialitzada en dret constitucional.

## Trajectòria
Llicenciada en Dret per la Universitat de Barcelona l'any 1973. Durant els anys 1975 i 1976 va realitzar diversos cursos de doctorat i, finalment, l'any 1983 va presentar la seva tesi doctoral sobre Els drets socials dels treballadors. Actualment, és catedràtica de dret constitucional del Departament de Ciència Política i de Dret Públic de la Universitat Autònoma de Barcelona (UAB) i catedràtica de Jean Monnet ad personam. És destacada experta en drets fonamentals, igualtat de gènere i minories, i el 2015 fou nomenada directora de l'Observatori per a la Igualtat de la UAB. La seva tasca investigadora ha estat centrada en els drets fonamentals i la igualtat en el constitucionalisme a Europa i als Estats Membres. Va ser seleccionada per dues agències de la Unió Europea (l'Agència Europea de Drets Fonamentals i l'Institut Europeu per a la Igualtat de Gènere) per dirigir informes sobre drets fonamentals i igualtat de gènere. És integrant de l'Associació Europea de Dones Juristes. Ha estat co-fundadora i membre del Comitè Euromed-Femmes, organització que té com a finalitat la consecució de la igualtat entre les dones i els homes.
Ha participat en diversos actes de Societat Civil catalana en contra del moviment independentista català.

## Polèmica
Al març de 2019, alguns mitjans van informar que la Universitat Autònoma de Barcelona obria un expedient a Teresa Freixes per haver atorgat diversos contractes, entre 2013 i 2015, a una societat propietat de la seva família, l'Instituto Europeo de Derecho, amb fons de la Unió Europea rebuts pel seu grup de recerca.

## Publicacions

### Articles de revista
- Els drets fonamentals en perspectiva multinivell: reflexions entorn dels seus efectes. (2015). Revista catalana de dret públic
- Secesión de Estados e integración en la Unión Europea. A propósito del debate sobre la permanencia en la Unión de Escocia y Cataluña como Estados segregados del Reino Unido y España. (2014). Revista jurídica de Catalunya.
- Multilevel constitutionalism equality and non-discriminati. (2012). Archiv für rechts-und sozialphilosophie, ARSP.

### Col·laboracions en obres col·lectives
- La Unión Europea en la globalización: multinivel jurídico y coordinación económica. (2015). Constitucionalismo crítico. ISBN 978-84-9086-550-7, págs. 947-960
- El estado actual en la transposición de la Directiva 1022/99/UE. (2015). La orden europea de protección: su aplicación a las víctimas de violencia de género. ISBN 978-84-309-6536-6, págs. 169-181
- La juridificación de los valores y la igualdad como valor en la Unión Europea. (2014). Igualdad y democracia: el género como categoría de análisis jurídico: estudios en homenaje a la profesora Julia Sevilla. ISBN 978-84-89684-46-1, págs. 253-263

### Llibres
- La orden europea de protección: su aplicación a las víctimas de violencia de género. (2015). Tecnos. ISBN 978-84-309-6536-6
- Constitucionalismo multinivel y relaciones entre Parlamentos: Parlamento europeo, Parlamentos nacionales y Parlamentos regionales con competencias legislativas. Madrid: Centro de Estudios Políticos y Constitucionales. ISBN 978-84-259-1557-4
- Las mujeres parlamentarias en la legislatura constituyente. (2006). Cortes Generales: Ministerio de la Presidencia. ISBN 84-7943-282-9
- 155: Los días que estremecieron a Cataluña. (2018). Madrid: Editorial Doña Tecla. ISBN 9788494618598

### Coordinació
- Protection of the Gender-Based Violence Victims in the European Union: Preliminary study of the Directive 2011/99/EU on the European protection order. (2014). Universitat Autònoma de Barcelona: Universitat Rovira i Virgili. ISBN 978-84-8424-333-5
- Género, constitución y estatutos de autonomía. (2005). Instituto Nacional de Administración Pública (INAP). ISBN 84-7351-249-9

## Premis
- 2009: Medalla Narcís Monturiol de la Generalitat a l'excel·lència científica[3]
- 2004: Dona Europea per la seva contribució a la construcció jurídica de la Unió Europea